# Пресека (община)
Пресека (на хърватски: Preseka) е община в Загребска жупания, Хърватия. Според преброяването от 2011 г. има 1448 жители, абсолютно мнозинство от които са хървати.